# Hedda Sauer-Rzach
Hedda Sauer-Rzach v matrice Hedwig, od roku 1945 Hedvika Sauerová (24. září 1875 Praha – 21. března 1953 Praha) byla česko-německá publicistka, překladatelka, spisovatelka a básnířka.

## Životopis
Jejími rodiči byli pražský Němec Alois Rzach, klasický filolog a vysokoškolský pedagog (1850–1935), a Češka Hedvika Ludmila, rozená Poláková (1853–1920). Jejím křestním kmotrem byl český dědeček, pražský advokát Prokop Polák.. Díky tomu byla od dětství bilingvní. Jejími sourozenci byli Otto Rzach (28. 11. 1876) a Editha Buhre-Rzach (1878–1941). Za otcova kolegu a svého učitele Augusta Sauera (1855–1926), rakouského germanistu a vysokoškolského pedagoga pražské Německé univerzity, se provdala v Českém Krumlově 8. září roku 1892 v necelých sedmnácti letech, musela k tomu mít povolení rodičů. Sauer ji znal od dětství, kdy navštěvovala na Malé Straně klášterní školu anglických panen, a věnoval jí svou povídku Malé klášterní školačce, vydanou roku 1926 v Alt Prager Almanachu.
Hedda Sauer-Rzach vydala jediné prozaické knižní dílo, monografii Goethe und Ulrike (1925). Věnovala se především překladatelské práci z němčiny do češtiny i naopak a publicistice v německojazyčných časopisech v Čechách, dále lyrice. Také byla sběratelkou umění. V Praze XVI - na Smíchově bydlela až do smrti na nároží Arbesova náměstí a ulice Elišky Peškové 2; zachránila se před odsunem německého obyvatelstva.

## Dílo

### Básně
- Im Frühling – 1892[1]
- Gedichte – [Schwabach]. Prag: s. n., 1895
- Ins Land der Liebe: Gedichte – [Schwabach]. Prag: J. G. Calve’sche k. u. k. Hof- u. Universitäts- Buchhandlung (Josef Koch), 1900
- Wenn es rote Rosen schneit: Gedichte – [Schwabach]. Prag: C. Bellmann, 1904
- Gedichte – Wien: Deutsch-Österreichischer Verl., 1912
- Biblische Balladen – Reichenberg: Franz Kraus, 1923
- Am Himmlichsem Ort – 1926[1]

### Biografie
- Goethe und Ulrike. Reichenberg: Franz Kraus, 1925